# Cradock (Südafrika)
Cradock ist eine Stadt in der Gemeinde Inxuba Yethemba, Distrikt Chris Hani, Provinz Ostkap in der Republik Südafrika. Die Stadt liegt im Tal des oberen Laufes des Great Fish Rivers. Sie ist Verwaltungssitz der Inxuba Yethemba Local Municipality, früher Cradock Local Municipality. 2011 hatte die Stadt 36.671 Einwohner.

## Geographische Lage und Verkehr
Die Stadt wurde in einer breiten und flachen Talsenke des Great Fish Rivers errichtet und liegt zwischen den Ausläufern der Winterberge im Osten und denen des Bankberg-Massivs im Westen. Diese Talsenke gehört zum Great Fish River Basin (Fish-River-Becken).
Durch Cradock führen die Nationalstraße N10 und eine Eisenbahnstrecke. Beide schaffen Verbindungen zum nördlich gelegenen Middelburg und weiter nach Bloemfontein sowie zum südlich liegenden Gqeberha am Indischen Ozean.
Die Regionalstraße R61 quert Cradock als West-Ost-Verbindung. Der Verkehr aus Richtung Graaf-Reinet passiert auf dieser Route Cradock und verläuft weiter in östliche Richtung nach Tarkastad und Queenstown.
Nordöstlich der Stadt liegt der Flugplatz Cradock.

## Bevölkerung, Beschäftigungssituation
Die Bevölkerung besteht hauptsächlich aus Angehörigen der Xhosa und Nachkommen eingewanderter Europäer.
Die Mehrzahl der Arbeitsplätze wird durch Betriebe für die Verarbeitung und Herstellung von Wolle, Mohair, Früchten sowie der Rinderhaltung, Milch- und Futterwirtschaft gestellt.

## Geschichte

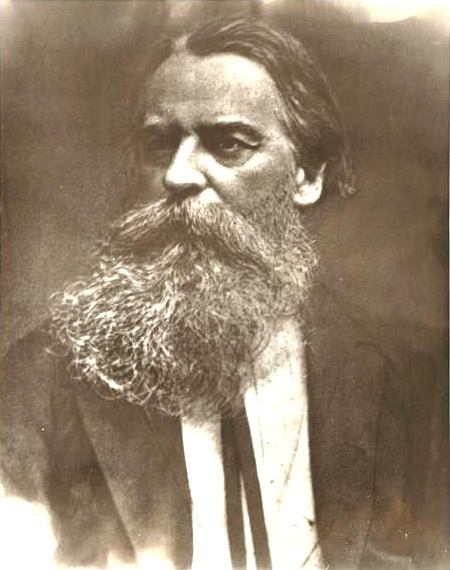
Thomas Baines um 1860 (National Library of Australia)

Die Stadt wurde 1812 (andere Angabe 1813) gegründet und erhielt ihren Namen nach John Francis Cradock, dem Gouverneur der Kapkolonie von 1811 bis 1813. Die Stadt war als Fort für die Grenzkriege gedacht, geriet aber nie in einen militärischen Konflikt mit den Xhosa. Im Jahr 1848 besuchte Thomas Baines Cradock. Er berichtete von 9000 Einwohnern (4300 Europäer, 4490 Einheimische) und vermerkte in seinen Aufzeichnungen die für die entlegene Region bemerkenswerte englisch und holländisch beeinflusste Architektur.
Im Jahr 1867 errichtete man einen repräsentativen Kirchenbau. Einen Eisenbahnanschluss erhielt Cradock 1881.
Im Juni 1985 wurden die Cradock Four, vier Mitglieder der oppositionellen United Democratic Front, auf ihrem Weg von Port Elizabeth nach Cradock verschleppt, gefoltert und getötet. Nach dem Ende der Apartheid wurde bekannt, dass die Tat von verdeckt agierenden Offizieren der Sicherheitsabteilung der South African Police initiiert worden war.

## Sehenswürdigkeiten
- Das 1867 errichtete Kirchenbauwerk der ansässigen Niederländisch-reformierten Kirche ist dem Bau der Londoner St. Martin-in-the-Fields nachempfunden und besitzt zu ihrem prominenten Vorbild große Ähnlichkeit.
- Einige alte Wohnhäuser aus der Zeit des Viktorianischen Historismus befinden sich an der Market Street (Die Tuishuise) im Zentrum von Cradock.
- Great Fish River Museum, im Jahr 1979 gegründet, zeigt mit seinen Sammlungen die Geschichte der ersten Siedler von 1806 an, regionale Kultur und Lebensstil, alte Möbel, Keramiken und Fotografien. Sein Gebäude gehört zum historischen Architekturerbe der Stadt.
- Das Schreiner House ist ein Museum zur Erinnerung an den südafrikanischen Schriftstellerin und Feministin Olive Schreiner, die hier zwischen 1867 und 1870 wirkte. Sie wurde durch ihre Novelle Story of an African Farm bekannt. Das Museum ist eine Außenstelle des National English Literary Museum in Grahamstown. Ihr jüngerer Bruder William Philip Schreiner wirkte von 1899 bis 1902 als Premierminister der Kapkolonie.
- eine alte Wassermühle (Old Water Mill)
- Der Van Riebeeck Karoo Garden ist ein Areal mit botanischen Besonderheiten der Region.
- Südlich der Stadt befindet sich bei Buffelkop das Grab von Olive Schreiner.

## Umgebung
- Westlich der Stadt liegt ein großes Areal des 1937 gegründeten Mountain-Zebra-Nationalpark.
- Das Panorama im Umfeld der Stadt wird von einer Berglandschaft geprägt, die für touristische Zwecke genutzt wird.
- In den auslaufenden Winterbergen befindet sich am Tarka River, einem Nebenfluss des Great Fish Rivers, der Arthur-See (Lake Arthur).
- Nördlich von Cradock befindet sich mit 83 Kilometern der Orange-Fish River Tunnel, einer der längsten Bewässerungstunnel weltweit, der sein Wasser in das Einzugsgebiet des Oranje-Flusses transportiert.
- Über den Swaershoek Pass (1590 Meter) im Bankberg-Massiv (2013 Meter) verläuft die alte Regionalstraße R337 nach Pearston und Somerset East.

## Klima, Geologie
Cradock liegt im Bereich der Großen Karoo und profitiert wirtschaftlich von den Boden- und günstigen Wasserverhältnissen. Die jährliche Niederschlagsmenge in den Bergen lässt durch das verfügbare Oberflächenwasser eine intensive Landwirtschaft zu. Die klimatische Situation im Tal um Cradock ist von Erscheinungen der Evapotranspiration im Great Fish River Basin geprägt.
Das prägende Gestein der Umgebung von Cradock ist Sandstein der Escourt-Formation der unteren Beaufort Gruppe. Es gibt hier einige Steinbrüche, in denen ein hellgrauer, feinkörniger und calcitisch gebundener Sandstein gewonnen wird.

## Söhne und Töchter der Stadt
- Neville Alexander (1936–2012), Germanist, Linguist, Historiker und Anti-Apartheid-Kämpfer
- Johannes Du Plessis (1868–1935), Theologe
- Frederick Guy Butler (* 21. Januar 1918, † 26. April 2001), Dichter und Schriftsteller
- Thomas Ochse Honiball (* 7. Dezember 1905, † 22. Februar 1990), Cartoonist
- George Weideman (* 2. Juli 1947; † 27. August 2008), Schriftsteller
- Leigh Julius (* 1985), Sprinter